# Stelis minipetala
Stelis minipetala är en orkidéart som beskrevs av Donald Dungan Dod. Stelis minipetala ingår i släktet Stelis och familjen orkidéer. Inga underarter finns listade i Catalogue of Life.